# Michael Ohnesorge
Michael Ohnesorge (* 29. September 1983 in Lutherstadt Wittenberg) ist ein ehemaliger deutscher Fußballspieler.

## Karriere
Ohnesorge spielte für die unterklassigen Vereine Duisburger FV 08, Hamborn 07 und Adler Osterfeld, bevor er 2005 zur SG Wattenscheid 09 wechselte. Mit Wattenscheid verpasste er in der Saison 2005/06 den Klassenerhalt in der Regionalliga Nord und schloss sich nach der Saison der zweiten Mannschaft des FC Schalke 04 an. Nach einem Jahr verließ er den Verein wieder, um mit der SV Elversberg in der Regionalliga Süd zu spielen. Nachdem er sich mit Elversberg nicht für die 3. Liga qualifizieren konnte, wechselte er nach Schottland zum FC Clyde. Dort kam er in der Hinrunde der Saison 2008/09 aber nur zu sechs Einsätzen in der First Division und wechselte im Januar 2009 zurück nach Deutschland zum Niederrheinligisten TV Jahn Hiesfeld, auch weil der Verein ihm eine Berufsausbildung ermöglichte. Nach sechseinhalb Jahren verließ er den Dinslakener Klub im Sommer 2015 und schloss sich dem Landesligisten SpVgg Sterkrade-Nord an. Nach der Saison 2016/17 beendete er seine Aktivenkarriere.